# Abraxas abrasata
Abraxas abrasata là một loài bướm đêm trong họ Geometridae.